# Edith Martineau

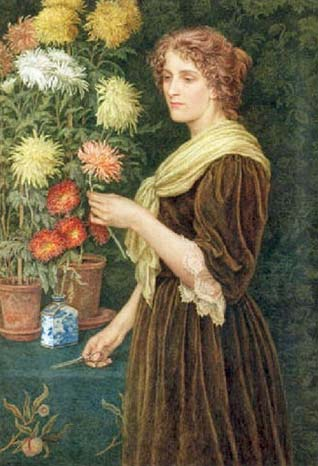
Kvinna med blommor, Edith Martineau

Edith Martineau (19 de junho de 1842 – 19 de fevereiro de 1909) foi uma pintora de aquarela britânica.

## Biografia
Martineau nasceu em Liverpool, filha do Dr. James Martineau, um eminente ministro Unitário. Ela foi treinada inicialmente na Escola de Arte de Liverpool, mas se mudou com sua família para Londres, onde começou a ter aulas na Academia de Leigh. Ela enviou seu trabalho para a Sociedade Real de Artistas do Reino Unido em 1862. Ela permaneceu fiel à pintura em aquarela e foi membro de várias sociedades de artistas em aquarela. Em 1888, Martineau foi eleita como associada da Sociedade Real de Pintores em Aquarela.
Martineau exibiu seu trabalho no Palácio de Belas Artes na Exposição Universal de 1893, em Chicago, Illinois.
Sua pintura de 1888, Potato Harvest, foi incluída no livro de 1905, Women Painters of the World. Martineau morreu em Hampstead, aos 66 anos.